# Mary Macarthur
Mary Macarthur (13 de agosto de 1880 - 1 de enero de 1921) fue una sufragista y sindicalista británica. Fue secretaria general de la Liga de Sindicatos de Mujeres y participó en la formación de la Federación Nacional de Mujeres Trabajadoras y National Anti-Sweating League. En 1910, Macarthur condujo a las mujeres fabricantes en cadena de Cradley Heath a la victoria en su lucha por un salario mínimo y dirigió una huelga para obligar a los empleadores a implementar el aumento. Hacia 1901, Macarthur se convirtió en sindicalista después de escuchar un discurso de John Turner sobre el mal trato que recibían algunos trabajadores por parte de sus empleadores. Mary se convirtió en secretaria de la rama de Ayr del Sindicato de Asistentes de Taller, y su interés en este sindicato la llevó a trabajar por la mejora de las condiciones laborales de las mujeres. En 1902 Mary se hizo amiga de Margaret Bondfield, quien la animó a asistir a la conferencia nacional del sindicato donde Macarthur se convirtió en la primera mujer, en ser elegida para el ejecutivo nacional del sindicato.

## Vida familiar
Macarthur nació el 13 de agosto de 1880 en Glasgow, siendo la mayor de seis hijos de John Duncan Macarthur, propietario de un negocio de paños, y su esposa, Anne Elizabeth Martin, quien asistió a la Escuela Secundaria Femenina de Glasgow y, tras editar la revista de la escuela, decidió que quería ser escritora a tiempo completo. Después de sus estudios en Glasgow pasó un tiempo estudiando en Alemania antes de volver a Escocia para trabajar para su padre como contable.
Después de ser políticamente activa, Mary conoció y finalmente se casó con William Crawford Anderson, el presidente del comité ejecutivo del Partido Laborista Independiente, en 1911, diez años después de que él lo propusiera por primera vez. Su primer hijo murió al nacer en 1913, y su hija Anne Elizabeth nació en 1915. William murió cuatro años después por el contagio de la epidemia de gripe en 1918. La propia María murió de cáncer después de dos años, en Golders Green, Londres, el 1 de enero de 1921, a la edad de 40 años.

## Activismo sindical

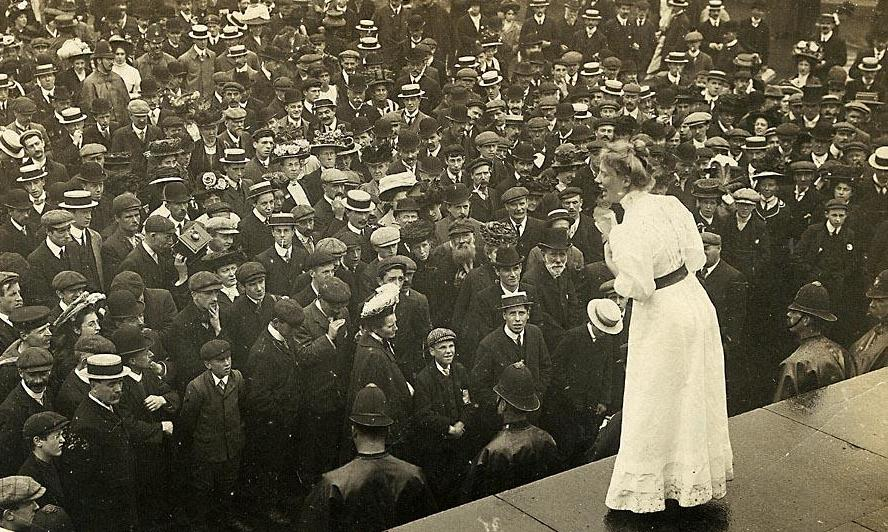
Macarthur se dirige a una reunión masiva en Trafalgar Square, Londres, durante la huelga de fabricantes de cajas de Corruganza, 1908.

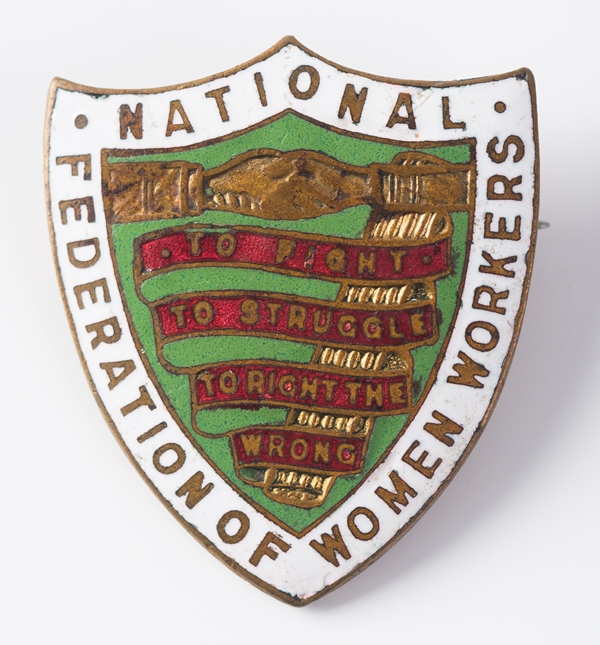
Insignia de la Federación Nacional de Mujeres Trabajadoras: «Para luchar, para resistir, para corregir la injusticia».

En 1903 Macarthur se trasladó a Londres donde se convirtió en secretaria de la Liga de Sindicatos de Mujeres. Activa en la lucha por el voto, se opuso totalmente a los de la NUWSS y la WSPU que estaban dispuestos a aceptar que la franquicia se diera únicamente a ciertos grupos de mujeres. Macarthur creía que una franquicia limitada perjudicaría a la clase obrera y temía que pudiera actuar en contra de la concesión del pleno sufragio de los adultos.
La Liga de Sindicatos de Mujeres unió a los sindicatos de mujeres de diferentes oficios incluyendo unos miembros de clase mixta. Los objetivos contradictorios de los activistas afiliados a diferentes clases y organizaciones impidieron a la liga afiliarse al Congreso de Sindicatos.
Para resolver este conflicto Macarthur fundó la Federación Nacional de Mujeres Trabajadoras en 1906. El modelo de la Federación era un sindicato general, «abierto a todas las mujeres en oficios no organizados o que no fueron admitidas en su sindicato apropiado». Esta federación es anterior a la National Union of General Workers (UK) —formado en 1921— y dirigido por y para las mujeres.
En general, Macarthur eligió la posición del sufragio universal en lugar de los enfoques gradualistas tanto dentro del movimiento sindical como del movimiento por los derechos de la mujer. «Mary Macarthur estimó que si las mujeres tuvieran derecho a las mismas condiciones que los hombres, menos del 5% de las mujeres trabajadoras serían elegibles». (Tony Cliff quoting the Proceedings, National Women's Trade Union League, USA (1919), p.29)
Macarthur participó en la Exhibition of Sweated Industries en 1905 y en la formación de la National Anti-Sweating League de Gran Bretaña en 1906. Al año siguiente fundó el Women Worker, un periódico mensual para mujeres sindicalistas. Luego en 1908, después de seis semanas en el hospital con difteria, presentó los resultados de su investigación —en las zonas más pobres de la capital—, con mujeres que trabajaban en casa, a la Casa de Comité selecto de los comunistas sobre el trabajo en casa.
Una forma de ley de salario mínimo, el Acta de la Junta de Comercio de 1909, fue finalmente aprobada por el activismo y la evidencia que Macarthur y otros habían reunido y los cambios por los que ella había presionado. En 1909 The New York Times publicó un artículo sobre Macarthur que da testimonio de algunas de las divisiones en el movimiento de las mujeres en ese momento y al otro lado del Atlántico.

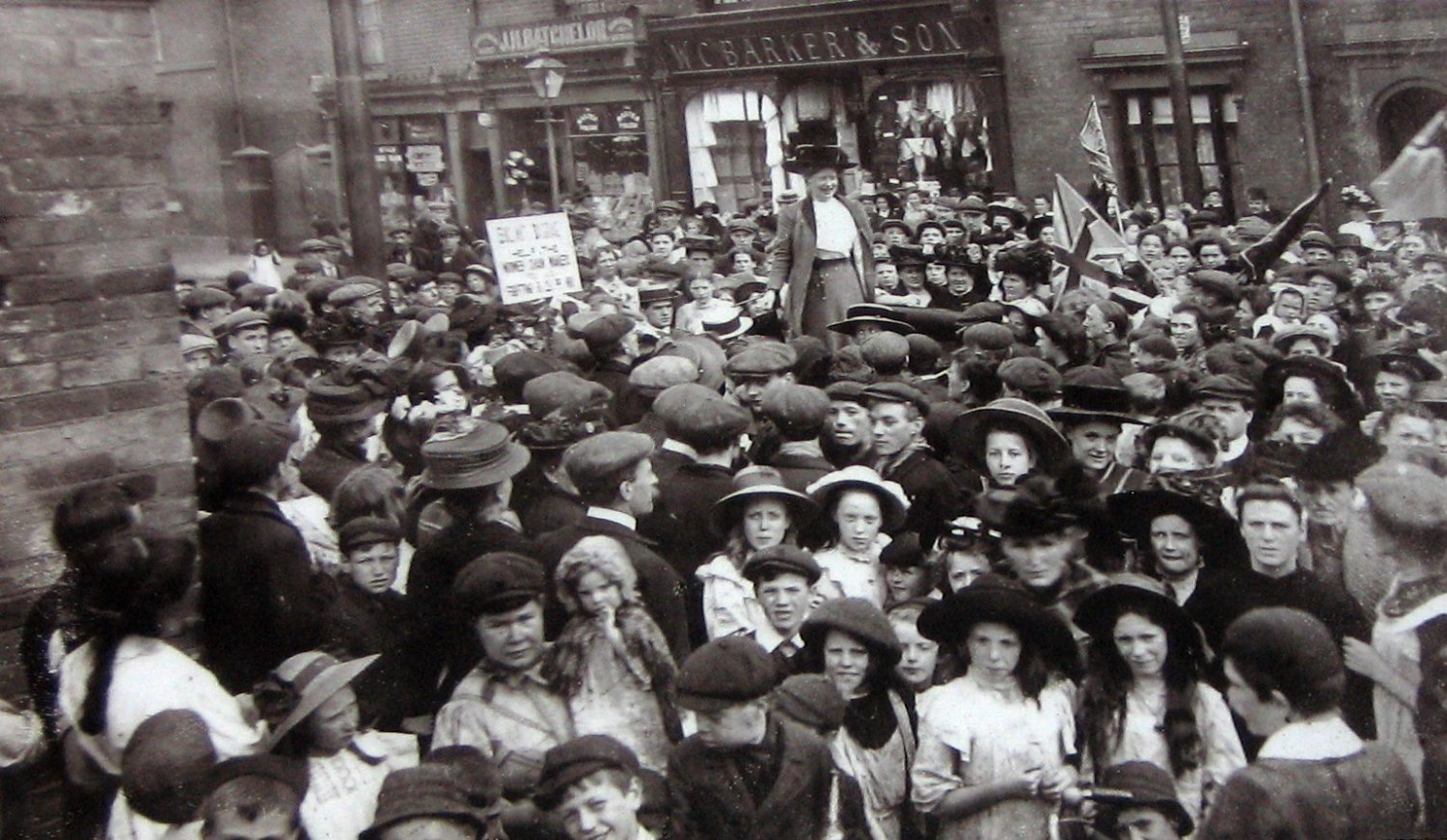
Macarthur dirigiéndose a las multitudes durante la huelga de los fabricantes en cadena, Cradley Heath 1910.

En 1910 las mujeres fabricantes en cadena de Cradley Heath ganaron una batalla para establecer el derecho a un salario justo tras una huelga de 10 semanas. Esta victoria histórica cambió las vidas de miles de trabajadores que ganaban poco más que «salarios de hambre». Macarthur fue la sindicalista que lideró a las mujeres fabricantes en cadena, en su lucha por un mejor salario. En referencia a los ingresos de las mujeres, Macarthur comentó que «las mujeres no están organizadas porque están mal pagadas, y mal pagadas porque no están organizadas». El conflicto terminó el 22 de octubre de 1910 cuando el último de los empleadores aceptó pagar el salario mínimo. El Cradley Heath Workers' Institute fue financiado con dinero sobrante del fondo de huelgas de 1910.
Debido a la fama que había ganado como organizadora en Cradley Heath, Macarthur fue enviada inmediatamente en agosto de 1911, cuando comenzó el Levantamiento de Bermondsey. A principios de 1911 Ada Salter había fundado una rama de la Liga Laboral de Mujeres (WLL) en Bermondsey y reclutaba mujeres en las fábricas locales de comida y bebida para la NFWW de Macarthur. En agosto, uno de los más calurosos de los que se tiene constancia, las terribles condiciones en algunas de estas fábricas se hicieron insoportables y 14.000 mujeres abandonaron repentinamente a la huelga en 22 fábricas. Este fue el levantamiento de Bermondsey. Aunque inspirado por Salter fue Macarthur quien organizó las huelgas, dirigió las negociaciones y aseguró una victoria histórica para las mujeres mal pagadas. El punto culminante fue un mitin masivo en el Parque Southwark donde el oratorio de Macarthur fue respaldado por Sylvia Pankhurst, Charlotte Despard y George Lansbury. En 1911, Macarthur también se casó con William Crawford Anderson, presidente del comité ejecutivo del Partido Laborista, quien fue desde 1914 hasta 1918 miembro de la división Attercliffe de Sheffield.

## Ley del Gato y el Ratón y el esfuerzo de guerra

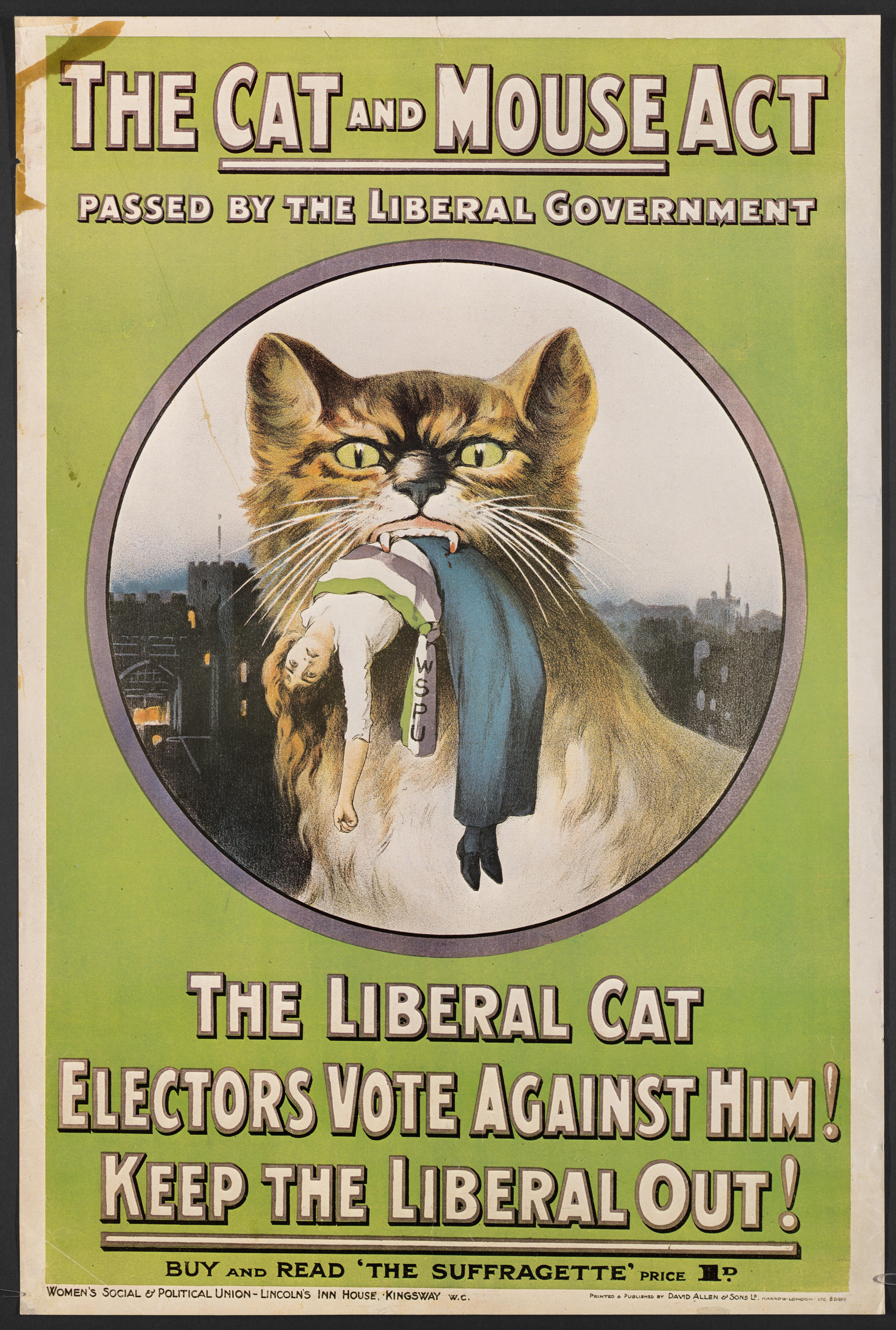
Poster against the Cat and Mouse Act

En agosto de 1913, en respuesta a la Ley de Prisioneros del Gobierno —Alta temporal por enfermedad— de 1913, por la que los prisioneros en huelga de hambre serían liberados cuando estuvieran demasiado débiles para estar activos y que permitía su nueva detención tan pronto como estuvieran activos, Macarthur participó en una delegación para reunirse con el Secretario del Interior, Reginald McKenna y discutir la Ley del Gato y el Ratón.
McKenna no quiso hablar con ellas y cuando las mujeres se negaron a abandonar la Cámara de los Comunes, Macarthur y Margaret McMillan fueron expulsadas físicamente y Evelyn Sharp y Emmeline Pethick-Lawrence fueron arrestadas y enviadas a la prisión de Holloway. Aunque era oponente de la guerra, Macarthur se convirtió en secretaria del comité central del Ministerio de Trabajo sobre el empleo de las mujeres.

## Elecciones parlamentarias de Stourbridge de 1919
Después de que la Representation of the People Act 1918 otorgara derechos a las mujeres mayores de treinta años y la Ley del Parlamento (Calificación de la Mujer) de 1918 permitiera a las mujeres presentarse como candidatas al Parlamento, Macarthur se presentó como candidata del Partido Laborista en el recién creado distrito electoral del condado de Stourbridge, Worcestershire, en las elecciones generales del 14 de diciembre de 1919. Este era un gran distrito electoral que incluía Halesowen, Oldbury, Cradley y Warley Woods. No incluía la zona de Cradley Heath donde había dirigido la discusión de los fabricantes en cadena.
El oficial que regresó insistió en que ella figuraba bajo su nombre de casada, la «Sra. W.C. Anderson». El diputado liberal defensor era John Wilson, director de la empresa de productos químicos Albright y Wilson en Oldbury, que estaba en la circunscripción. También se le opuso Victor Fisher del Partido Nacional Democrático y Laborista, que tenía el apoyo de la Coalición, financiación secreta de los sindicalistas, y llevó a cabo una campaña particularmente abusiva. Durante la campaña trabajó en estrecha colaboración con John Davison, el candidato laborista de la vecina Smethwick, para derrotar a Christabel Pankhurst, que se presentaba como candidato de la Laborista de coalición con el apoyo de los unionistas. Macarthur fue derrotada, al igual que la mayoría de los candidatos antiguerra, incluyendo a su marido, William Anderson, que defendía a Sheffield, Attercliffe.
Macarthur continuó su trabajo con la Liga de Sindicatos de Mujeres y desempeñó un papel importante en su transformación en la sección de mujeres del Congreso de Sindicatos.

## Legado

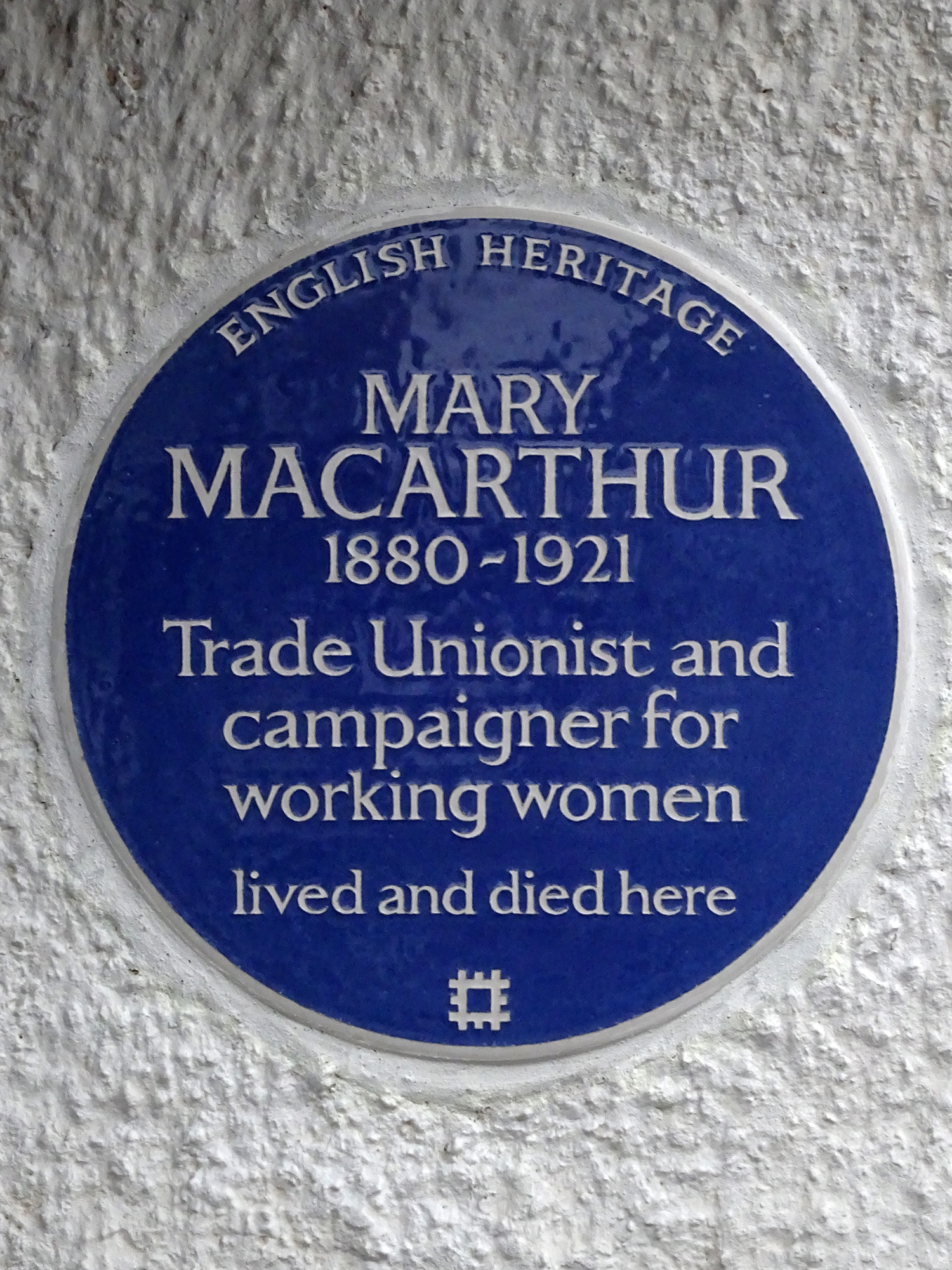
Placa azul erigida en el 42 de Woodstock Road, Golders Green, el 7 de marzo de 2017

Una exposición conmemorativa de Macarthur se exhibe en el Instituto de Trabajadores de Cradley Heath, que ha sido reconstruido en el Museo Viviente del País Negro.
El Fondo de Becas Mary Macarthur y el Fideicomiso Educativo Mary Macarthur se establecieron en 1922 y 1968 respectivamente, con el objetivo de «avanzar en las oportunidades educativas de las mujeres trabajadoras». Los premios se otorgan en memoria de las «pioneras del sindicalismo», Mary Macarthur, Emma Paterson, Emilia Dilke y Jessie Stephen. Sus activos se transfirieron a los Fideicomisos Educativos de la TUC en 2010.
Se inauguró una estatua de Mary Macarthur en los jardines de Mary Macarthur en Cradley Heath, Tierras Medias Occidentales en 2012.
En la víspera del Día Internacional de la Mujer de 2017, se descubrió una placa azul en su casa en el 42 de Woodstock Road en Golders Green, donde vivía cuando estaba en su momento más destacado.
Su nombre y foto —y los de otras 58 mujeres que apoyan el sufragio— están en el zócalo de la estatua de Millicent Fawcett en Parliament Square de Londres, inaugurada en 2018.

## Cultura popular
Mary Macarthur fue presentada en el Townsend Theatre Productions en la gira de la balada folclórica Rouse Ye Women Rouse Ye Women durante abril de 2019. Esto incluyó una actuación en la biblioteca Cradley Heath.Bryony Purdue hizo el papel de Macarthur apoyado por Neil Gore y Rowan Godel.
Hay un festival anual organizado por los sindicalistas locales cada julio en Cradley Heath para conmemorar la huelga de los fabricantes en cadena de 1910.